# El Campillo (Huelva)
El Campillo település Spanyolországban, Huelva tartományban. El Campillo Almonaster la Real, Aracena, Campofrío, Nerva, Minas de Ríotinto, El Madroño, Berrocal és Zalamea la Real községekkel határos. Lakosainak száma 2014 fő (2024).

## Népesség
A település népessége az utóbbi években az alábbiak szerint változott:
| Lakosok száma | 2402 | 2293 | 2276 | 2220 | 2208 | 2144 | 2072 | 2023 | 1996 | 2014 |
|               | 2001 | 2004 | 2006 | 2009 | 2011 | 2014 | 2016 | 2019 | 2021 | 2024 |